# 慶谷隆夫

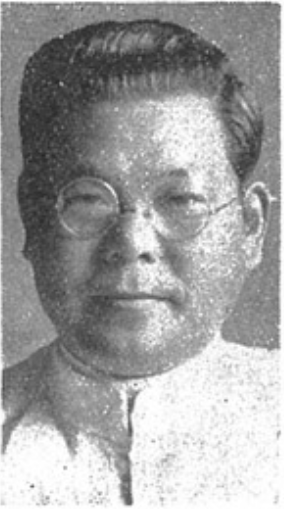
慶谷隆夫

慶谷 隆夫（けいや たかお、1901年4月29日 - 1972年11月27日）は、台湾総督府官僚。伊勢市長（4期）。

## 経歴
三重県出身。1926年東京帝国大学法学部政治学科卒。台湾総督府に入り、台中州勧業、地方、水利の各課長、新竹州警務部長、庶務、海事、社会の各課長、高雄州総務部長などを務め、1943年花蓮港庁長になる。戦後、帰国後の1946年宇治山田市長選挙に立候補したが落選。1947年三重県監査委員に就任する。1949年8月宇治山田市長に初当選。戦後の復興期にあり、都市基盤の整備、産業の振興、福祉の向上、教育施設の整備充実などに力を入れた。2年後の1951年の選挙では無投票で再選。翌1952年の市長選で中西幸重に敗れて落選した。4年後の1956年の市長選に立候補したが阿部仙之助に敗れて落選（宇治山田市は1955年に伊勢市に改称）。1960年の伊勢市長選で当選し、市長に復帰し、1964年と1968年の市長選に連続で当選した。復帰後は市立総合病院の開院、交通安全都市宣言、など多岐にわたる事業を推進、再選後は市役所新庁舎の完成、青少年を守る都市宣言、市民憲章の制定などが挙げられる。4期目は県内初の乳幼児保育所の開所、観光文化会館の開館、消防庁舎の完成などがあった。1972年に市長を引退。引退後伊勢市から名誉市民を贈られた。同年11月27日死去。